# Furth bei Göttweig
Furth bei Göttweig este un oraș târg și o comună din districtul Krems-Land⁠(d) din statul austriac Austria Inferioară. La 1 ianuarie 2023, a avut o populație de 3.044 de locuitori. 

## Geografie
Furth bei Göttweig este situat în Mostviertel la ieșirea de est a regiunii Wachau și la marginea de est a Dunkelsteinerwald⁠(d) în Austria Inferioară. Suprafața orașului-târg se întinde pe 12,42 kilometri pătrați. 24 la sută din suprafață este împădurită și 23,3 la sută o reprezintă vii.
Comuna este formată din următoarele localități populate:
- Aigen (131 de locuitori),
- Furth bei Göttweig (1730 de locuitori),
- Klein-Wien (Mica Vienă, 64 de locuitori),
- Oberfucha (149 de locuitori),
- Palt⁠(d) (742 de locuitori),
- Steinaweg (199 de locuitori),
- Stift Göttweig⁠(d) (Abația Göttweig, 29 locuitori).

Comuna este formată din comunitățile cadastrale Aigen, Furth, Göttweig, Oberfucha, Palt și Steinaweg.

## Istorie
Localitatea a fost menționată pentru prima dată în jurul anului 1138 în documentul fondator. Palt a fost menționat pentru prima dată în 1309, ulterior în 1120 în Codul Tradițiilor Arhivelor Abației Göttweig. Numele înseamnă ceva de genul zonă umedă (gura râului Fladnitz la Dunăre). Aigen nu a apărut ca un sat de fermieri, ci a fost fondat ca o așezare de meșteșugari și muncitori în jurul anului 1300.
După anexarea Austriei la Germania lui Hitler, comunitățile Furth bei Göttweig și Palt au fost încorporate în capitala (Gau) Krems an der Donau. La 1 ianuarie 1948, Aigen, Furth, Palt și Steinaweg au devenit din nou independente, înainte ca aceste patru comunități să fie unite într-o comunitate mai mare la 1 ianuarie 1967. La 13 noiembrie 1970 a fost luată decizia de a încorpora Oberfucha. O unire cu comuna Krems a fost respinsă la 14 aprilie 1972.

## Abația Göttweig

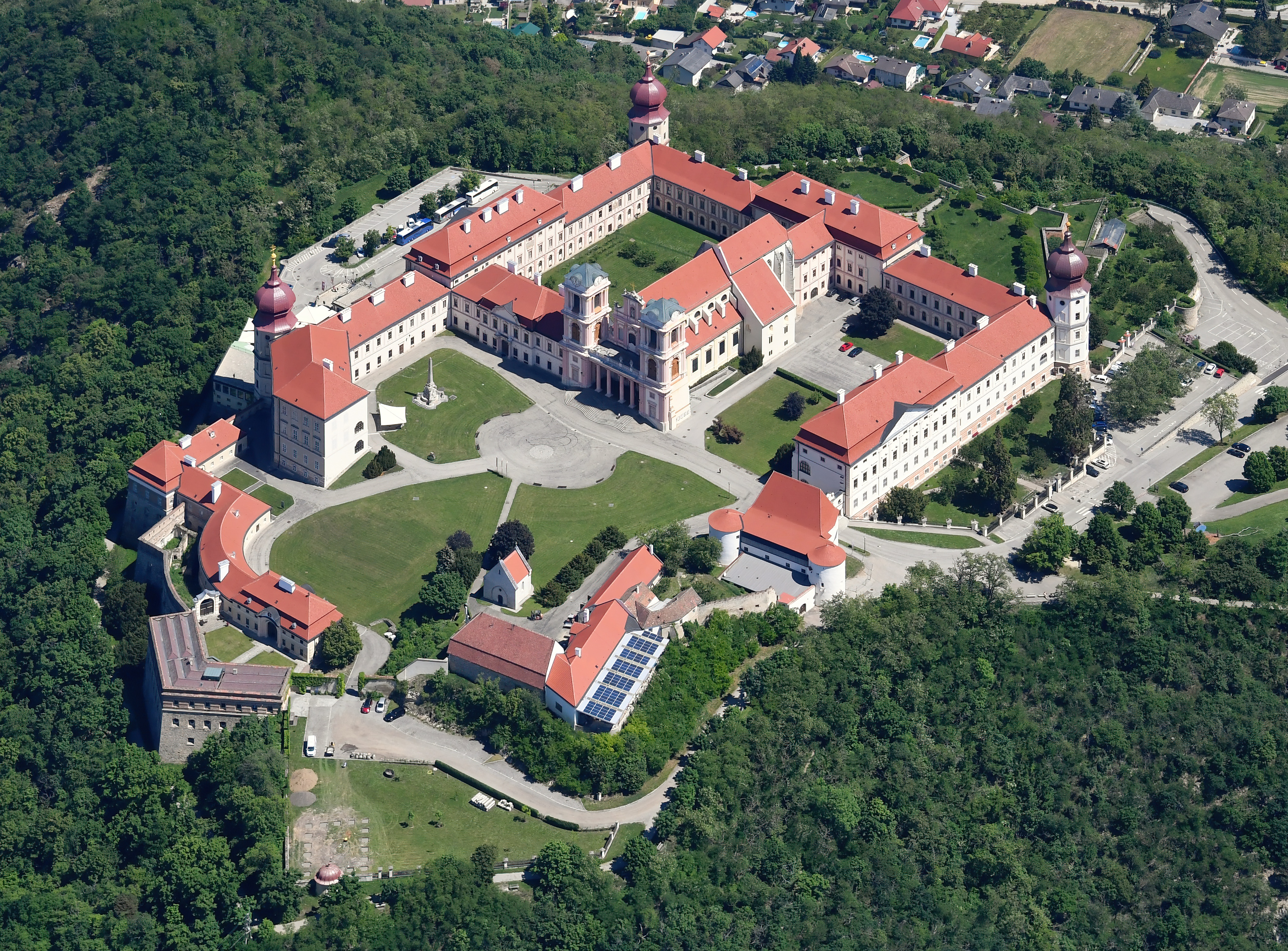
Abația Göttweig, vedere aeriană

Abația Göttweig (în germană Stift Göttweig) este o mănăstire benedictină în apropiere de Krems an der Donau, în Austria Inferioară. A fost fondată în 1083 de episcopul Altmann al Diecezei de Passau (c. 1015–1091). Altarul mare al unei capele a fost adus în 1072, dar mănăstirea în sine a fost ctitorită abia în 1083: hrisovul de ctitorie, din 9 septembrie 1083, se păstrează încă în arhivele mănăstirii.

## Populație
Creșterea puternică a populației din 1981 până în 2011 se datorează unui sold de natalitate ușor pozitiv și, în special, unui sold migrațional puternic pozitiv.

## Politică
Consiliul local municipal are 21 de membri. Din 2020, consiliul municipal are următoarea distribuție: 11 ÖVP, 5 SPÖ, 4 Verzii și 1 FPÖ.
Primarul din Furth bei Göttweig a fost, în perioada:
- 1970–1981 Josef Schöller (ÖVP),
- 1981–2003 Josef Ramoser (ÖVP),
- 2003–2009 Martha Löffler (ÖVP),
- 2009–2013 Alfred Bruckner (ÖVP),
- din 2013 Gudrun Berger (ÖVP).

## Orașe înfrățite
Orașul Furth bei Göttweig este înfrățit cu:
- Domažlice, Cehia
- Furth im Wald, Germania
- Ludres, Franța

## Personalități
- Mathias Lager (1705–?), bunicul matern al lui Franz Liszt
- Leopold Hacker (1843–1926), benedictin, mineralog și speolog, născut la Göttweig⁠(d)
- Ambros Zündel (1846–1905), profesor și arheolog
- Anton Wilthum (1888–1946), lider național-socialist al districtului Krems
- Hans Sterneder (1889–1981), scriitor
- Siegfried Stoitzner (1892–1976), pictor